# Murasaki (cratère)
Pour les articles homonymes, voir Murasaki Shikibu (homonymie).

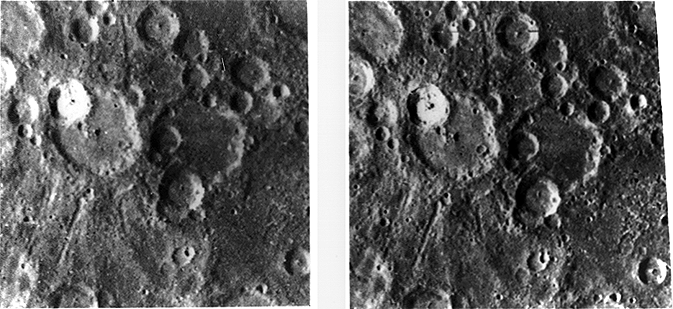
Photo stéréoscopique prise par Mariner 10, montrant sur chaque vue le cratère Murasaki à gauche, et le cratère Hiroshige à droite.

Le cratère Murasaki est un cratère météoritique de 125 km de diamètre situé sur la planète Mercure. Le cratère plus petit et plus clair qui empiète sur la partie supérieure gauche du cratère Murasaki est le cratère Kuiper.
Il est ainsi nommé en l'honneur de la poétesse japonaise Murasaki Shikibu.